# Taridius andrewesi
Taridius (Perseus) andrewesi – gatunek chrząszcza z rodziny biegaczowatych i podrodziny Lebiinae.

## Taksonomia
Gatunek opisany został w 1937 roku przez Helmuta Van Emdena i nazwany na cześć Henry'ego Edwarda Andrewewsa.

## Opis
Chrząszcz ten różni się od podobnego Taridius vietnamensis wewnętrzną plamką pokryw zredukowaną pośrodku, po czym rozszerzającą się i kolejno wąsko łączącą się z międzyrzędami 6 i 7 do czarnego międzyrzędu 8 oraz pokrywami rozszerzającymi się ku tyłowi w prawie prostą linię, nieco tylko zaokrągloną w wierzchołkowej ⅓.

## Występowanie
Gatunek ten jest endemitem indonezyjskiej Jawy.